# Max-Planck-Institut für ethnologische Forschung

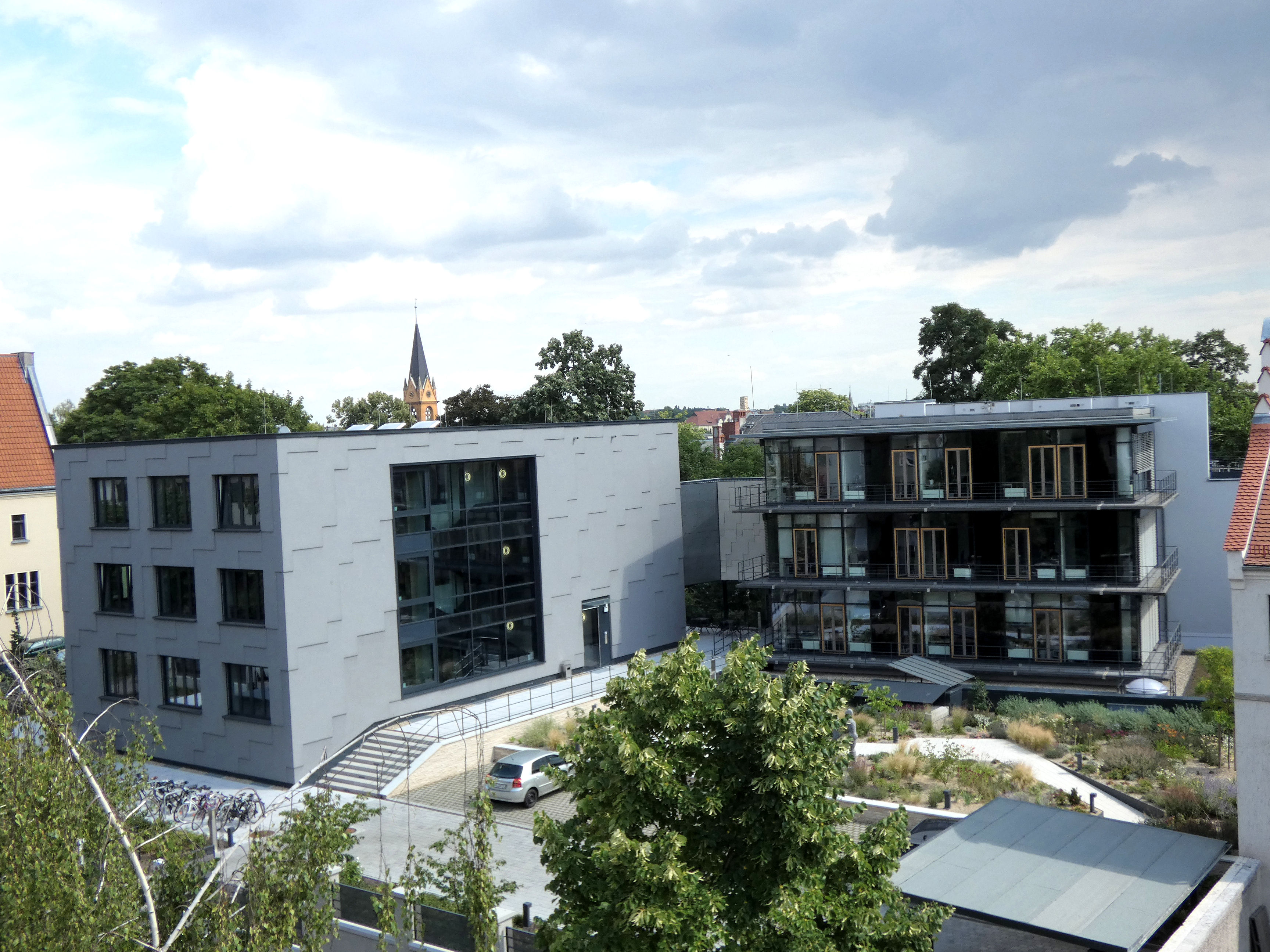
Max-Planck-Institut für ethnologische Forschung in Halle (Saale), 2018

Das Max-Planck-Institut für ethnologische Forschung ist eine außeruniversitäre Forschungseinrichtung der Max-Planck-Gesellschaft zur Förderung der Wissenschaften e. V. (MPG) in Halle (Saale). Das Institut wurde 1999 gegründet.

## Aufgaben des Instituts/Publikationen
Das Institut untersucht, nach welchen Gesichtspunkten sich Menschen in Gruppen wie Ethnien und Nationen aufteilen, nach welchen Kriterien sie ihr soziales Umfeld gliedern und welche Probleme sich aus der gleichzeitigen Anwendung verschiedener Kriterien, z. B. Religion und Nation ergeben. 
Das Institut besteht aus drei Abteilungen und weiteren Forschungsgruppen:
- Abteilung Recht und Ethnologie, die von der belgischen Juristin und Anthropologin Marie-Claire Foblets geleitet wird.
- Abteilung Ethnologie, Politik und Governance, die von Ursula Rao geleitet wird.
- Abteilung Anthropologie des wirtschaftlichen Experimentierens: Frontiers of Transformation, die von Biao Xiang geleitet wird.

Das Institut gibt unter anderem eine Reihe mit Working Papers heraus.

## Kooperationen
Eine enge Zusammenarbeit besteht mit folgenden Institutionen:
- Zentrum für Interdisziplinäre Regionalstudien (Martin-Luther-Universität Halle-Wittenberg)
- Institut für Ethnologie (Martin-Luther-Universität Halle-Wittenberg)
- Institut für Ethnologie (Universität Leipzig)

Weitere Kooperationen bestehen mit: 
- Vereinigung für Afrikawissenschaften in Deutschland
- Deutsche Gesellschaft für Völkerkunde
- Virtuelle Fachbibliothek Ethnologie – EVIFA

## Infrastruktur
Ende 2006 waren insgesamt 129 Mitarbeiter am Institut tätig, darunter 28 Wissenschaftler und 49 Nachwuchswissenschaftler; dazu kommen im Berichtsjahr 8 Drittmittelbeschäftigte und 16 Gastwissenschaftler.

## Kontroverse um die Einladung Norman Finkelsteins
Im Januar 2017 lud Marie-Claire Foblets, Leiterin der Abteilung „Recht und Ethnologie“, den umstrittenen US-amerikanischen Politikwissenschaftler Norman Finkelstein als Gastwissenschaftler ein. Foblets kannte Finkelstein aus früheren Kooperationen. So hatte sie ihn bereits an die Katholische Universität Leuwen eingeladen. Die Einladung nach Halle führte zu Protesten von antifaschistischen Gruppen, der jüdischen Gemeinde Halle und anderer Organisationen. Dem Max-Planck-Institut wurde vorgeworfen, ein Podium für die Relativierung des Holocaust zu bieten und mit Finkelstein einen Unterstützer von Hamas und Hisbollah einzuladen. Zudem wurde die Wissenschaftlichkeit von Finkelsteins Thesen infrage gestellt. Auch der Bundestag beschäftigte sich mit dem Vorgang. Die Bundesregierung äußerte ihre Besorgnis wegen der Verbreitung von Antisemitismus durch die Veranstaltung und forderte einen Bericht der Max-Planck-Gesellschaft an. Die Bundestagsabgeordneten Michaela Engelmeier und Volker Beck kritisierten den Vorgang. Bündnis 90/Die Grünen stellten zur „widersprüchlichen Informationspolitik“ des Institutes im Fall Finkelstein eine Anfrage an die Bundesregierung. Diese rügte das Institut und bemängelte die fehlende „forschungspolitische Einordnung“.